# 9700 Paech
9700 Paech è un asteroide della fascia principale. Scoperto nel 1971, presenta un'orbita caratterizzata da un semiasse maggiore pari a 2,1912343 UA e da un'eccentricità di 0,1655501, inclinata di 6,24510° rispetto all'eclittica.